# Visionari
Visionari è un programma televisivo di approfondimento culturale condotto dal giornalista Corrado Augias in onda il lunedì in seconda serata su Rai 3 a partire dal 7 aprile 2014.

## Il programma
La trasmissione si propone di presentare in ogni puntata il pensiero e le invenzioni di grandi persone del passato che hanno cambiato il mondo.

## Puntate

### Stagione 1 (2014)
1. Charles Darwin (07/04/2014) - Ospiti: lo storico della scienza Telmo Pievani, il sociologo Ilvo Diamanti, il teologo Vito Mancuso e lo psichiatra Vittorino Andreoli.
2. Chiara d'Assisi (14/04/2014) - Ospiti: la storica Chiara Frugoni, la scrittrice Dacia Maraini, il vaticanista Giacomo Galeazzi e il sociologo Ilvo Diamanti.
3. Sigmund Freud (21/04/2014) - Ospiti: il filosofo Umberto Galimberti, lo psichiatra Luigi Cancrini, il sociologo della scienza Massimiano Bucchi, lo storico Gustavo Corni e il sociologo Ilvo Diamanti.
4. Ludwig Van Beethoven (28/04/2014) - Ospiti:  il musicista e compositore Giovanni Bietti, il cantante rap Frankie hi-nrg mc, il regista e attore Corrado d'Elia e il sociologo Ilvo Diamanti.
5. Karl Marx (05/05/2014) - Ospiti: lo storico Luciano Canfora, l'economista Vladimiro Giacchè e il sociologo Ilvo Diamanti.
6. Martin Luther King (12/05/2014) - Ospiti: il giurista Stefano Rodotà, lo storico Bruno Cartosio e il sociologo Ilvo Diamanti.
7. Leonardo da Vinci (20/05/2014) - Ospiti:  lo storico dell'arte Carlo Pedretti, l'architetto Antonio Forcellino, la storica dell'arte Sara Taglialagamba e il sociologo Ilvo Diamanti.
8. Italo Calvino (02/06/2014) - Ospiti: lo scrittore e critico letterario Marco Belpoliti, l'urbanista Alessandro Coppola, lo storico e filosofo della scienza Stefano Moriggi, l'attore Neri Marcorè e il sociologo Ilvo Diamanti.

### Stagione 2 (2015)
1. Federico Fellini (05/05/2015) - Ospiti: il critico cinematografico Mario Sesti, lo storico Guido Crainz, il sociologo Ilvo Diamanti e lo psichiatra Vittorino Andreoli.
2. Wolfgang Amadeus Mozart (11/05/2015) - Ospiti: il musicista e compositore Giovanni Bietti, il poeta e scrittore Aldo Nove, il gruppo IGUDESMAN&JOO, il gruppo Quartetto Guadagnini, il sociologo Ilvo Diamanti e lo psichiatra Vittorino Andreoli.
3. Papa Francesco (18/05/2015) - Ospiti: il vaticanista Marco Politi, lo storico Roberto De Mattei, il giornalista Gianluigi Nuzzi, il sociologo Ilvo Diamanti e lo psichiatra Vittorino Andreoli.
4. Michelangelo Buonarroti (25/05/2015) - Ospiti: il professore Giovanni C. F. Villa, l'architetto Antonio Forcellino, il critico Philippe Daverio, il sociologo Ilvo Diamanti e lo psichiatra Vittorino Andreoli.
5. Albert Einstein (08/06/2015) - Ospiti: il fisico Carlo Rovelli, il matematico Piergiorgio Odifreddi, la fisica Fabiola Gianotti, il sociologo Ilvo Diamanti e lo psichiatra Vittorino Andreoli.
6. Giacomo Leopardi (15/06/2015) - Ospiti: la professoressa Novella Bellucci, il professor Franco D'Intino, l'attore Elio Germano, il cuoco Antonio Tubelli, il sociologo Ilvo Diamanti e lo psichiatra Vittorino Andreoli.
7. Mahatma Gandhi (22/06/2015) - Ospiti: l'onorevole Emma Bonino, lo storico Michelguglielmo Torri, il giornalista Federico Rampini, Vera Pegna, il sociologo Ilvo Diamanti e lo psichiatra Vittorino Andreoli.
8. William Shakespeare (30/06/2015) - Ospiti: la professoressa Nadia Fusini, lo storico Giulio Giorello, l'attrice Maddalena Crippa, l'attore Gigi Proietti, il sociologo Ilvo Diamanti e lo psichiatra Vittorino Andreoli.

### Stagione 3 (2016)
1. Galileo Galilei (23/05/2016) - Ospiti: il fisico Roberto Battiston e lo storico Giulio Peruzzi.
2. Steve Jobs (30/05/2016) - Ospiti: il fisico e storico della tecnologia Massimo Temporelli, la scrittrice Michela Murgia e il giornalista Riccardo Staglianò.
3. Virginia Woolf (13/06/2016) - Ospiti: la conduttrice Serena Dandini, la professoressa Nadia Fusini e la saggista Lea Melandri.
4. Caravaggio (20/06/2016) - Ospiti: il critico d'arte Vittorio Sgarbi e il maestro della fotografia cinematografica Vittorio Storaro.
5. Beatles (04/07/2016) - Ospiti: i critici musicali Ernesto Assante e Gino Castaldo, il jazzista Danilo Rea e il sociologo Franco Ferrarotti.